# Estação Juan Ulises García
A Estação Juan Ulises García é uma das estações do Metrô de Santo Domingo, situada em Santo Domingo, entre a Estação Freddy Beras Goico e a Estação Juan Pablo Duarte. Administrada pela Oficina para el Reordenamiento del Transporte (OPRET), faz parte da Linha 2.
Foi inaugurada em 1º de abril de 2013. Localiza-se no cruzamento da Rodovia John F. Kennedy com a Avenida Ortega y Gasset.